# Rolls-Royce Eagle (1944)
Роллс-Ройс Игл (англ. Rolls-Royce Eagle — британский 24-цилиндровый авиационный двигатель с гильзовым газораспределением. Разработанный в начале 1940-х гг, Eagle представлял собой Н-образный двигатель жидкостного охлаждения объёмом 46 литров (2805 кубических дюймов) с двумя коленчатыми валами, развивавший 3200 л.с. (2387 кВт) при давлении наддува 1,26 кг/см2.

## Разработка и развитие
Работая над увеличенной версией 12-цилиндрового Griffon, команда разработчиков фирмы «Роллс-Ройс» пришла к выводу, что дальнейшее увеличение камер сгорания приведёт к возникновению проблем с детонацией. Выход представлялся в увеличении количества цилиндров, поэтому был рассмотрен вариант 24-цилиндрового двигателя X-образной компоновки. Однако подобная конструкция уже была опробована в двигателе Vulture и показала себя ненадёжной, поскольку требовала крепления к одной шейке коленчатого вала четырёх шатунов.
В итоге конструкторы остановились на Н-образной компоновке с двумя коленчатыми валами и вильчатыми шатунами. Валы сообщались между собой через редуктор винта. Таким образом, новый двигатель повторял компоновку Napier Sabre, и в нём также использовалось гильзовое газораспределение, но привод гильз был упрощён.
Двигатель имел двухступенчатый двухскоростной нагнетатель с интеркулером, отработанный на моторах Merlin и Griffon. Запуск осуществлялся при помощи пиротехнического стартёра. Главный насос системы охлаждения, насос интеркулера, топливный и масляные насосы приводились в движение вспомогательным валом с приводом от нижнего коленвала.
На ранних этапах лётных испытаний имело место разрушение поршневых колец и уплотнения головок цилиндров.

## Применение
Eagle никогда не использовался на серийных фронтовых истребителях, поскольку уступал турбореактивным двигателям нового поколения, таким, как Dervent, а также турбовинтовым наподобие Dart или Armstrong Siddeley Python. Пятнадцать Eagle 22s были изготовлены для прототипов многоцелевого самолёта Westland Wyvern (впоследствии на нём устанавливался Python).

## Варианты
46H Eagle I
(1944 г.) степень сжатия 6,5:1.
46H Eagle II
(1944 г.) модификация Eagle I.
46H Eagle (20 srs) 22
(1946-49 гг.) степень сжатия увеличена до 7:1; 3500 л.с. при 3500 об/мин и наддуве 1,96 кг/см2. Построено 15 двигателей на фабрике «Роллс-Ройс» в Дерби. Первый полёт Westland Wyvern с этим двигателем состоялся 16 декабря 1946 г.

## Музейные экспонаты
- Westland Wyvern TF1[англ.] с номером VR137 выставлен в Музее авиации флота[англ.] в графстве Сомерсет. Это предсерийный экземпляр, никогда не поднимавшийся в воздух[3]. Часть панелей обшивки снята для обозрения двигателя.

## Спецификация (Eagle 22)

### Основные характеристики
- Тип: 24-цилиндровый Н-образный
 жидкостного охлаждения
- Диаметр цилиндра: 137 мм
- Ход поршня: 130 мм
- Объём двигателя: 46 л
- Длина: 3442 мм
- Ширина: 1102 мм
- Высота: 1270 мм
- Сухой вес: 1769 кг

### Особенности функционирования
- Клапаны: гильзовое газораспределение
- Компрессор: двухступенчатый двухскоростной ПЦН, максимальное давление наддува 1,26 кгс/см2
- Тип топлива: бензин с октановым числом 115/150
- Система охлаждения: жидкостная (смесь 70% воды и 30% этиленгликоля)

### Производительность
- Выходная мощность: 3200 л.с. (2387 кВт) при 3500 об/мин и наддуве 1,26 кгс/см2[4]
- Удельная мощность: 51,7 кВт/л
- Степень сжатия: 7:1
- Удельная мощность по весу: 1,81 л.с./кг

### Связанные разработки
- Rolls-Royce Crecy

### Схожие двигатели
- Napier Sabre
- Pratt & Whitney X-1800
- Pratt & Whitney XH-3130